# Parhydraena divisa
Parhydraena divisa är en skalbaggsart som beskrevs av Perkins 2009. Parhydraena divisa ingår i släktet Parhydraena och familjen vattenbrynsbaggar. Inga underarter finns listade i Catalogue of Life.